# Curio citriformis
Curio citriformis là một loài thực vật có hoa trong họ Cúc. Loài này được G.D.Rowley miêu tả khoa học đầu tiên năm 1956.